# سعيد ثابت
محمد سعيد الحاج ثابت نعمان (1883 - 8 أكتوبر 1941) سياسي عراقي عُرِف بمواقفه الوطنية. وُلِد في الموصل وتلقى تعليمه في مدارسها. انخرط في النشاط الوطني بعد الاحتلال البريطاني للموصل عام 1918، واضطر إلى مغادرتها متجهًا إلى دير الزور، ثم إلى تركيا. عاد إلى الموصل في أيلول/سبتمبر 1921 بعد قيام المملكة العراقية، وكان من المعارضين لانتخابات المجلس التأسيسي في الموصل، ما أدى إلى اعتقاله لفترة قصيرة قبل أن يُنفى إلى بغداد ثم البصرة، ليُسمح له بالعودة بعد نحو خمسة أشهر. انتُخب عن لواء الموصل نائبًا في مجلس الأمة العراقي خمس مرات، في الدورات الأولى والرابعة والخامسة والسادسة والتاسعة. 

## سيرته
وُلد محمد سعيد بن الحاج ثابت النعمان في الموصل عام 1883، وتلقى تعليمه في المدارس التقليدية. عمل في التجارة والزراعة إلى جانب والده، ثم اتجه إلى النشاط الوطني بعد الاحتلال البريطاني للموصل عام 1918. في عام 1919 لجأ إلى دير الزور هربًا من السلطات البريطانية، ثم انتقل إلى الأناضول بعد دخول القوات الفرنسية إليها، حيث التقى بـعجمي باشا السعدون وعدد من الوطنيين العراقيين الذين سعوا للحصول على دعم من الأتراك للثورة العراقية. عاد إلى الموصل في أيلول/ سبتمبر 1921 بعد قيام المملكة العراقية، وشارك في النشاط السياسي والأدبي، من ذلك تمثيله في سوق عكاظ الذي أقيم في بغداد، وحضوره المؤتمر الشعبي في كربلاء عام 1922 عقب غارة الإخوان على الناصرية. كما شارك في مقاطعة انتخابات المجلس التأسيسي في الموصل، الأمر الذي أدى إلى اعتقاله لعدة أيام ثم إطلاق سراحه ونفيه إلى بغداد ثم البصرة.

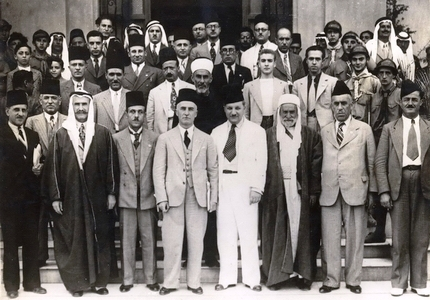
صورة تذكارية للمشاركين في مؤتمر بلودان الأول 1937 ومنهم: الصف الأول من اليمين إلى اليسار: حمد بك – سعيد الحاج ثابت – علي بك عبيد – رياض الصلح –إحسان بك الجابري – محمد علي الطاهر – محمد محي الدين الحلبي باشا.

سمح له بالعودة إلى الموصل بعد نحو خمسة أشهر، وكان من مؤسسي حزب الاستقلال فيها عام 1924، وشارك في الجهود الرامية لتأكيد عروبة الموصل وربطها بالعراق. انتُخب نائبًا عن لواء الموصل في المجلس النيابي الأول في تموز/ يوليو 1925، وانضم إلى حزب الشعب برئاسة ياسين الهاشمي، وكان من المعارضين للمعاهدة الأنجلو-عراقية (1930). عمل لاحقًا ضمن صفوف الحزب الوطني بزعامة محمد جعفر أبو التمن. 
كان من مؤسسي شركة تجارة وحلج الأقطان العراقية، وتولى منصب سكرتيرها في آب/أغسطس 1929، كما شارك في المؤتمر الإسلامي العام الذي عُقد في القدس عام 1931. أعيد انتخابه نائبًا عن الموصل في الدورة الرابعة في شباط/فبراير 1933، والخامسة في كانون الأول/ديسمبر 1934، والسادسة في آب/أغسطس 1935، والتاسعة في حزيران/يونيو 1939. كان عضوًا في الوفد العراقي إلى اليمن برئاسة جميل المدفعي في آذار–نيسان/مارس-أبريل 1937، وانتُخب عام 1936 رئيسًا لـجمعية الدفاع عن فلسطين. 
توفي سعيد ثابت في الموصل في 8 تشرين الأول/ أكتوبر 1941.

## حياته الشخصية‌
ومن أبنائه ابنة تُدعى يسرى (1937-2020)، وابن يُدعى إياد (1930-2015). 